# Roland Buti

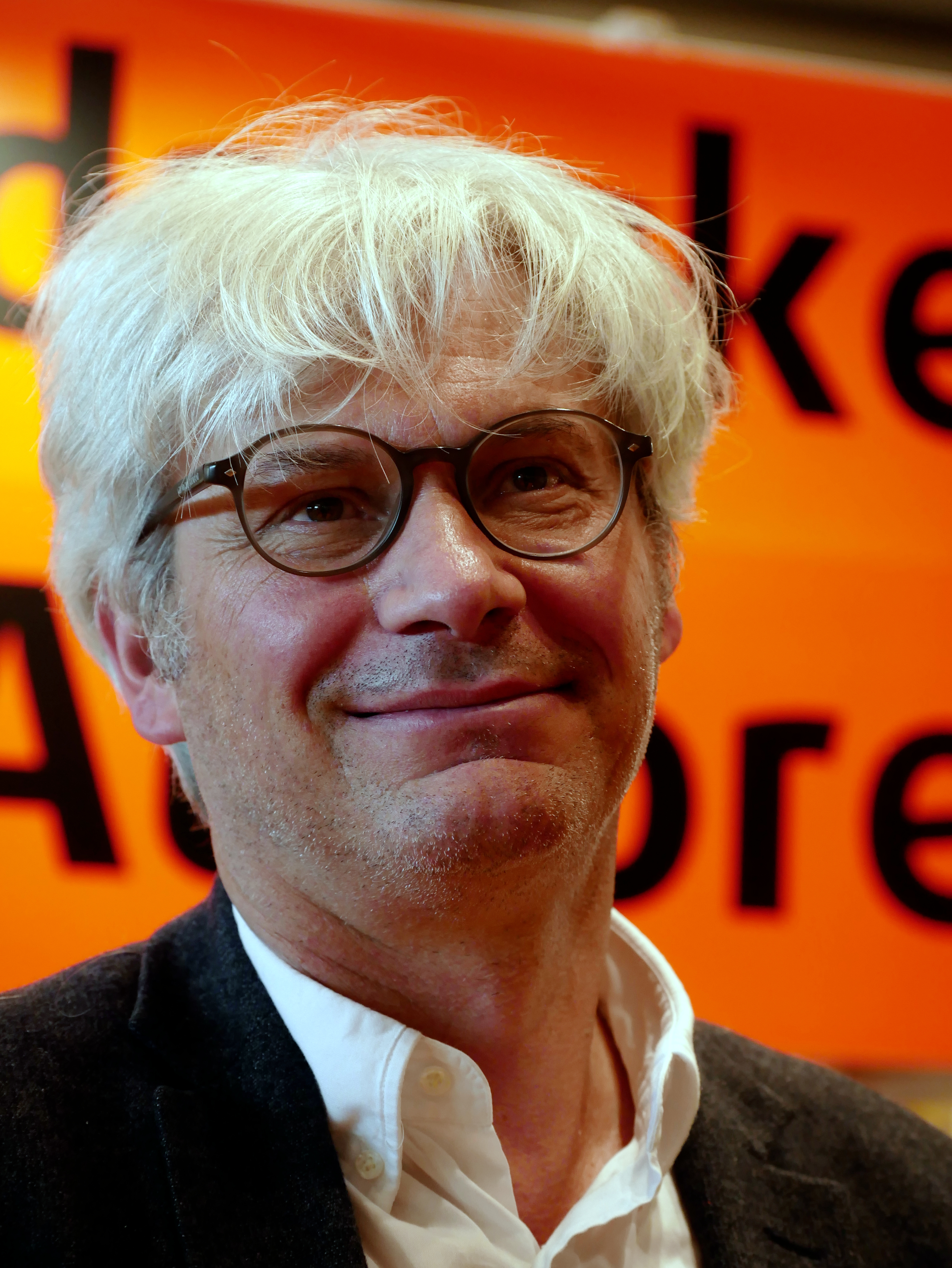
Roland Buti, 2017

Roland Buti, eigentlich Roland Bütikofer (* 25. Januar 1964 in Lausanne), ist ein Schweizer Schriftsteller und Lehrer.

## Leben und Werk
Buti studierte Geschichts- und Literaturwissenschaft und promovierte 1996 mit einer Aufsehen erregenden Dissertation über die extreme Rechte in der Schweiz 1919–1945. Er arbeitet als Gymnasial-Geschichtslehrer.
Sein erstes Werk war der 1990 erschienene Erzählband Les âmes lestées. 2004 erschien sein erster Roman Un Nuage sur l’œil, ausgezeichnet mit dem Prix Bibliomedia 2005. Der Roman Luce et Célie, erschienen 2007, wurde in die Sélection Lettres frontière 2008 aufgenommen. 
Sein Roman Das Flirren am Horizont (Le milieu de l’horizon) erschien deutschsprachig im Nagel & Kimche Verlag. Er wurde nominiert für den Prix Médicis als bester Roman 2013 und 2014 mit dem Schweizer Literaturpreis ausgezeichnet. Die Romanhandlung ist nicht autobiografisch. Der Plot spielt aus der Sicht des 13-jährigen Buben Gus und behandelt in wuchtiger, farbiger Sprache den Augenblick des Zerfalls einer Welt: der elterlichen, traditionellen Landwirtschaft, der Beziehung seiner Eltern und auch seiner eigenen kindlichen Unschuld im Sommer 1976 mit dessen legendärer Trockenheit. 2019 erschien die Verfilmung.